# Млини (Звягельський район)
Млини́ — село в Україні, у Баранівській міській громаді Звягельського району Житомирської області. Населення становить 76 осіб (2001).

## Історія
Колишня назва Млини Острожецькі.
У 1906 році Млини, урочище Гульської (Рогачівської) волості Новоград-Волинського повіту  Волинської губернії. Відстань від повітового міста 23 версти, від волості 3. Дворів 28, мешканців 195.
27 липня 2016 року село увійшло до складу новоствореної Баранівської міської територіальної громади Баранівського району Житомирської області. Від 19 липня 2020 року, разом з громадою, в складі новоствореного Новоград-Волинського (згодом — Звягельський) району Житомирської області.